# Campionati mondiali di slittino 2000
I Campionati mondiali di slittino 2000, trentaquattresima edizione della manifestazione organizzata dalla Federazione Internazionale Slittino, si tennero dal 4 al 6 febbraio 2000 a Sankt Moritz, in Svizzera, sulla pista di Sankt Moritz-Celerina e furono disputate gare in quattro differenti specialità: nel singolo uomini, nel singolo donne, nel doppio e nella prova a squadre.
Assoluta dominatrice della manifestazione fu la nazionale tedesca, capace di conquistare tutti e quattro i titoli e ben nove medaglie sulle dodici assegnate in totale: quelle d'oro furono vinte da Jens Müller nel singolo uomini, da Sylke Otto nell'individuale femminile, da Patric Leitner ed Alexander Resch nel doppio, questi ultimi al loro secondo trionfo dopo quello ottenuto l'anno precedente, e dalla squadra composta da Georg Hackl, Silke Kraushaar, Steffen Skel e Steffen Wöller nella prova a squadre.
Gli stessi tedeschi Müller, Otto, Leitner, Resch, Hackl, Skel e Wöller furono i soli che riuscirono a salire per due volte sul podio in questa rassegna iridata.

## Risultati

### Singolo uomini
La gara fu disputata il 6 febbraio nell'arco di due manches e presero parte alla competizione 43 atleti in rappresentanza di 21 differenti nazioni; campione uscente era l'italiano Armin Zöggeler, che concluse la prova al secondo posto, ed il titolo fu conquistato dal tedesco Jens Müller, già altre sei volte sul podio iridato nella specialità nonché campione ai Giochi di Calgary 1988, mentre terzo si classificò l'altro teutonico Georg Hackl, vincitore di tre ori mondiali a Winterberg 1989, a Calgary 1990 e ad Igls 1997 e tre ori olimpici ad Albertville 1992, a Lillehammer 1994 ed a Nagano 1998 nel singolo.
| Pos. | Atleti             | Nazione  | Tempo    | Distacco |
| ---- | ------------------ | -------- | -------- | -------- |
|      | Jens Müller        | Germania | 2'04"146 |          |
|      | Armin Zöggeler     | Italia   | 2'04"481 | +0"335   |
|      | Georg Hackl        | Germania | 2'04"605 | +0"459   |
| 4    | Karsten Albert     | Germania | 2'04"800 | +0"654   |
| 5    | Denis Geppert      | Germania | 2'04"826 | +0"680   |
| 6    | Markus Kleinheinz  | Austria  | 2'04"971 | +0"825   |
| 7    | Markus Prock       | Austria  | 2'05"017 | +0"871   |
| 8    | Reinhold Rainer    | Italia   | 2'05"079 | +0"933   |
| 9    | Wilfried Huber     | Italia   | 2'05"181 | +1"035   |
| 10   | Gerhard Gleirscher | Austria  | 2'05"323 | +1"177   |

### Singolo donne
La gara fu disputata il 5 febbraio nell'arco di due manches e presero parte alla competizione 33 atlete in rappresentanza di 16 differenti nazioni; campionessa uscente era la tedesca Sonja Wiedemann, che concluse la prova al terzo posto, ed il titolo fu conquistato dalla connazionale Sylke Otto, che aveva conquistato la medaglia di bronzo nella scorsa rassegna iridata, davanti all'altra teutonica Barbara Niedernhuber, vincitrice della medaglia d'argento ai Giochi di Nagano 1998 ed ai mondiali di Schönau am Königssee 1999.
| Pos. | Atleti               | Nazione     | Tempo    | Distacco |
| ---- | -------------------- | ----------- | -------- | -------- |
|      | Sylke Otto           | Germania    | 1'55"128 |          |
|      | Barbara Niedernhuber | Germania    | 1'55"359 | +0"231   |
|      | Sonja Wiedemann      | Germania    | 1'55"397 | +0"269   |
| 4    | Silke Kraushaar      | Germania    | 1'55"441 | +0"313   |
| 5    | Gabriele Bender      | Germania    | 1'55"981 | +0"853   |
| 6    | Angelika Neuner      | Austria     | 1'55"993 | +0"865   |
| 7    | Natalie Obkircher    | Italia      | 1'56"566 | +1"438   |
| 8    | Rebecca Wilczak      | Stati Uniti | 1'56"567 | +1"439   |
| 9    | Iluta Gaile          | Lettonia    | 1'56"638 | +1"510   |
| 10   | Waltraud Schiefer    | Italia      | 1'56"675 | +1"547   |

### Doppio
La gara fu disputata il 5 febbraio nell'arco di due manches e presero parte alla competizione 50 atleti in rappresentanza di 13 differenti nazioni; campioni uscenti erano i tedeschi Patric Leitner ed Alexander Resch, che riuscirono a bissare il titolo ottenuto nell'ultima rassegna iridata, davanti all'altra coppia tedesca composta da Steffen Skel e Steffen Wöller, già sul podio nell'edizione del 1997, ed a quella degli statunitensi Mark Grimmette e Brian Martin, già medaglia di bronzo ai Giochi di Nagano 1998 ed ai mondiali di Schönau am Königssee 1999.
| Pos. | Atleti                             | Nazione     | Tempo    | Distacco |
| ---- | ---------------------------------- | ----------- | -------- | -------- |
|      | Patric Leitner Alexander Resch     | Germania    | 1'54"303 |          |
|      | Steffen Skel Steffen Wöller        | Germania    | 1'54"703 | +0"400   |
|      | Mark Grimmette Brian Martin        | Stati Uniti | 1'54"978 | +0"675   |
| 4    | Christian Oberstolz Patrick Gruber | Italia      | 1'55"508 | +1"205   |
| 5    | Tobias Schiegl Markus Schiegl      | Austria     | 1'55"520 | +1"217   |
| 6    | Christopher Thorpe Gordon Sheer    | Stati Uniti | 1'55"716 | +1"413   |
| 7    | Kurt Brugger Wilfried Huber        | Italia      | 1'55"820 | +1"517   |
| 8    | Danil Čaban Oleg Ermolin           | Russia      | 1'55"981 | +1"678   |
| 9    | Anders Söderberg Bengt Walden      | Svezia      | 1'56"237 | +1"934   |
| 10   | Christopher Moffat Eric Pothier    | Canada      | 1'56"242 | +1"939   |

### Gara a squadre
La gara fu disputata il 4 febbraio ed ogni squadra nazionale poté prendere parte alla competizione con due formazioni, mentre quelle che non avevano atleti presenti in tutte e tre le specialità in questa edizione dei mondiali poterono accordarsi per creare un'unica squadra; nello specifico la prova vide la partenza di un singolarista uomo ed uno donna, nonché di un doppio per ognuna delle 20 formazioni, che gareggiarono ciascuno in una singola manche; al termine di ognuna delle tre prove vennero assegnati punteggi decrescenti ai partecipanti e la somma totale dei punti così ottenuti laureò campione la nazionale tedesca di Georg Hackl, Silke Kraushaar, Steffen Skel e Steffen Wöller davanti all'altra squadra teutonica formata da Jens Müller, Sylke Otto, Patric Leitner ed Alexander Resch ed a quella austriaca composta da Markus Prock, Angelika Neuner, Tobias Schiegl e Markus Schiegl.
| Pos. | Squadra        | Atleti                                                            | Punteggio |
| ---- | -------------- | ----------------------------------------------------------------- | --------- |
|      | Germania II    | Georg Hackl Silke Kraushaar Steffen Skel / Steffen Wöller         | 87        |
|      | Germania I     | Jens Müller Sylke Otto Patric Leitner / Alexander Resch           | 86        |
|      | Austria I      | Markus Prock Angelika Neuner Tobias Schiegl / Markus Schiegl      | 83        |
| 4    | Stati Uniti I  | Adam Heidt Rebecca Wilczak Mark Grimmette / Brian Martin          | 74        |
| 5    | Italia I       | Armin Zöggeler Natalie Obkircher Kurt Brugger / Wilfried Huber    | 73        |
| 6    | Austria II     | Markus Kleinheinz Simone Eder Andreas Linger / Wolfgang Linger    | 61        |
| 7    | Russia I       | Viktor Knejb Margarita Klimenko Danil Čaban / Oleg Ermolin        | 59        |
| 8    | Stati Uniti II | Nicholas Sullivan Brenna Margol Christopher Thorpe / Gordon Sheer | 55        |
| 9    | Canada I       | Tyler Seitz Regan Lauscher Grant Albrecht / Michael Moffat        | 55        |
| 10   | Lettonia I     | Mārtiņš Rubenis Iluta Gaile Roberts Suharevs / Dairis Leksis      | 52        |

## Medagliere
| Posizione | Nazione     | Oro | Argento | Bronzo | Totale |
| --------- | ----------- | --- | ------- | ------ | ------ |
| 1         | Germania    | 4   | 3       | 2      | 9      |
| 2         | Italia      | 0   | 1       | 0      | 1      |
| 3         | Austria     | 0   | 0       | 1      | 1      |
| 3         | Stati Uniti | 0   | 0       | 1      | 1      |
| Totale    | Totale      | 4   | 4       | 4      | 12     |